# Vemasse (Ort)
Vemasse (Vemassi, Vemase, Vermasse, Vemassey, Vemace, ehemals Ade, vor 1936: Vemassin) ist ein osttimoresisches Dorf im Suco Vemasse (Verwaltungsamt Vemasse, Gemeinde Baucau). Es war das Zentrum des historischen Reiches von Vemasse und ist Sitz des gleichnamigen Verwaltungsamtes und des Sucos.

## Überblick

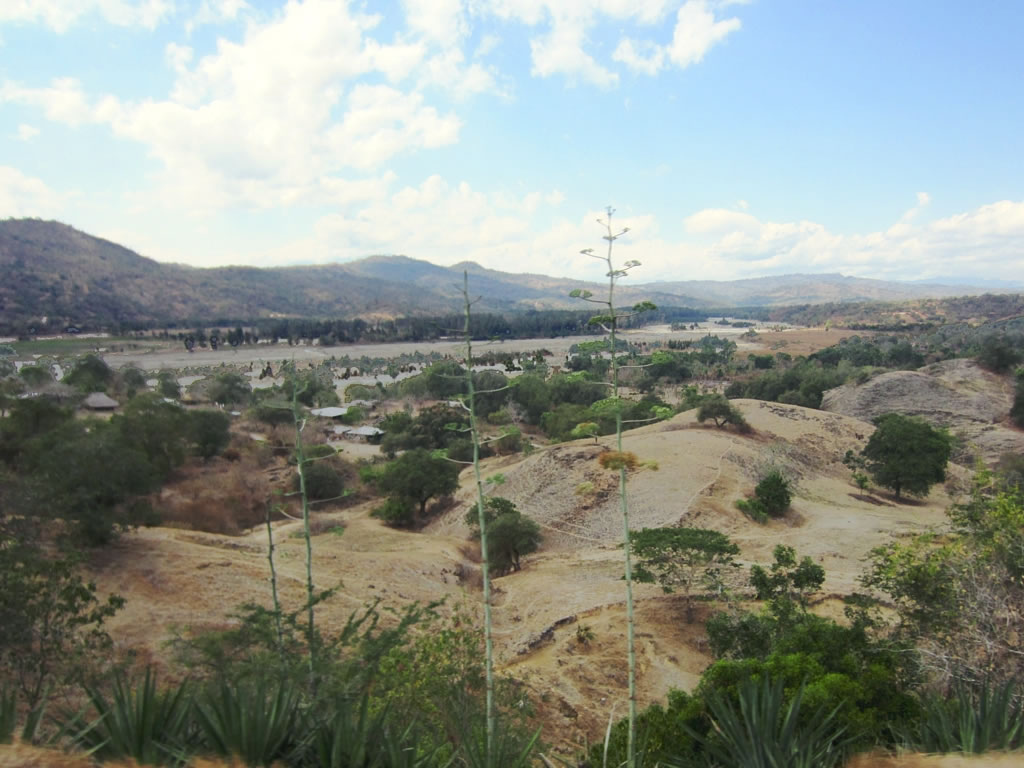
Blick von Norden auf Vemasse, über den gleichnamigen Fluss

Der Ortsname leitet sich von „Wemasi“ ab, dem Galoli-Wort für „salziges Wasser“. Das Dorf liegt 28 km westlich der Gemeindehauptstadt Baucau (39 km auf der Straße) und 70 km östlich von der Landeshauptstadt Dili auf einer Meereshöhe von 138 m, an der Nordküste Timors und der verhältnismäßig gut ausgebauten Küstenstraße, die Dili mit dem Osten des Landes verbindet. Die Brücke Ponte Vemasse überspannt westlich des Ortes seit 1992 den Fluss Vemasse. Der Fluss führt nur in der Regenzeit Wasser.
Das Gebiet gehört zur Aldeia Betulale.
Im Ort Vemasse leben knapp 3000 Menschen.

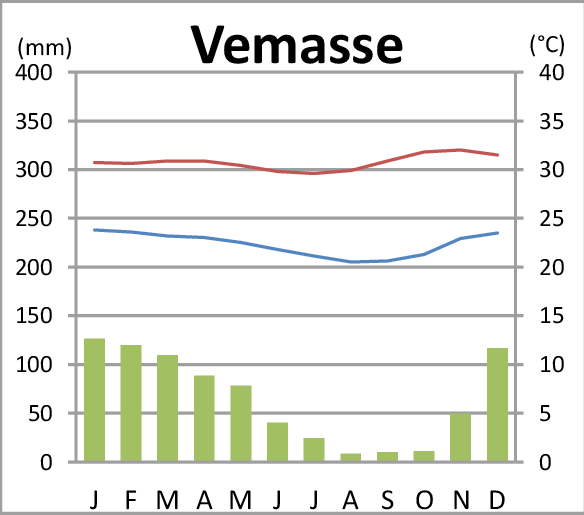
Klimadiagramm

- Klimadiagramm[5]

## Geschichte
Nachdem Gerüchte aufkamen, dass die indonesischen Invasoren am 11. Dezember 1975 zehn Zivilisten in Karabela ermordet hätten, floh die Bevölkerung aus Vemasse zunächst zum Berg Lame, am Südrand des Ortes, wo man einfache Baracken errichtete. Dort schlossen sich ihnen Einwohner von Karabela und Bucoli an. Die Bevölkerung konnte zu ihren Ackerflächen zur Ernte zurückkehren, da die Indonesier keine Besatzungstruppen in Vemasse zurückgelassen hatten. So konnten sich die Flüchtlinge mit genügend Nahrungsmittel versorgen, doch in der Mitte vom März 1976 griffen die Indonesier das Flüchtlingslager mit Panzerfäusten und Mörsern an und zerstörten sowohl die Hütten, als auch das Nahrungsmittellager. Die Einwohner flohen entlang des Rio Vemasse acht Kilometer weiter nach Süden, nach Uaigae, wo sie wieder Gärten zur Selbstversorgung anlegten. Doch als die Kämpfe näher kamen, mussten sie erneut fliehen, bis sie schließlich in Uai-Mori (heute Suco Bibileo, 20 km südlich von Vemasse), im Schutz der FRETILIN, erneut Zuflucht fanden. Hier entstand eine base de apoio, eine Widerstandsbasis. Zusammen mit Flüchtlingen aus Dili, Viqueque und anderen Landesteilen lebten sie zwei Jahre hier. Mit der Zeit kam es immer mehr zur Nahrungsmittelknappheit, da immer mehr Menschen eintrafen. 1978 wurde auch Uai-Mori von indonesischen Streitkräften angegriffen. Die meisten Einwohner flohen, einige wurden von den Indonesiern gefangen genommen und in das Sammellager von Bucoli gebracht.
Im Ort Vemasse gab es Ende 1979 ein indonesisches Lager für Osttimoresen, die zur besseren Kontrolle von den Besatzern umgesiedelt werden sollten.

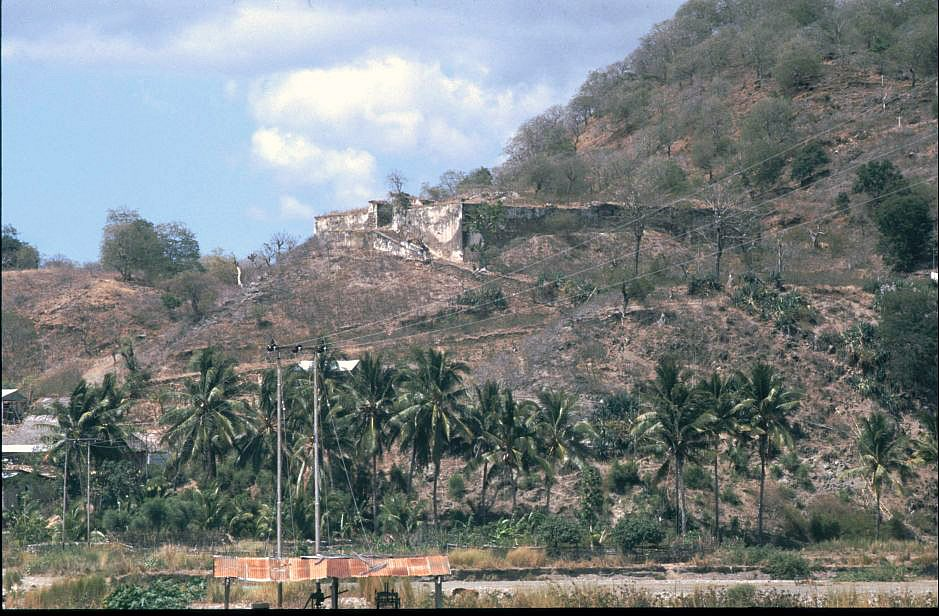
Festung in Vemasse 2003
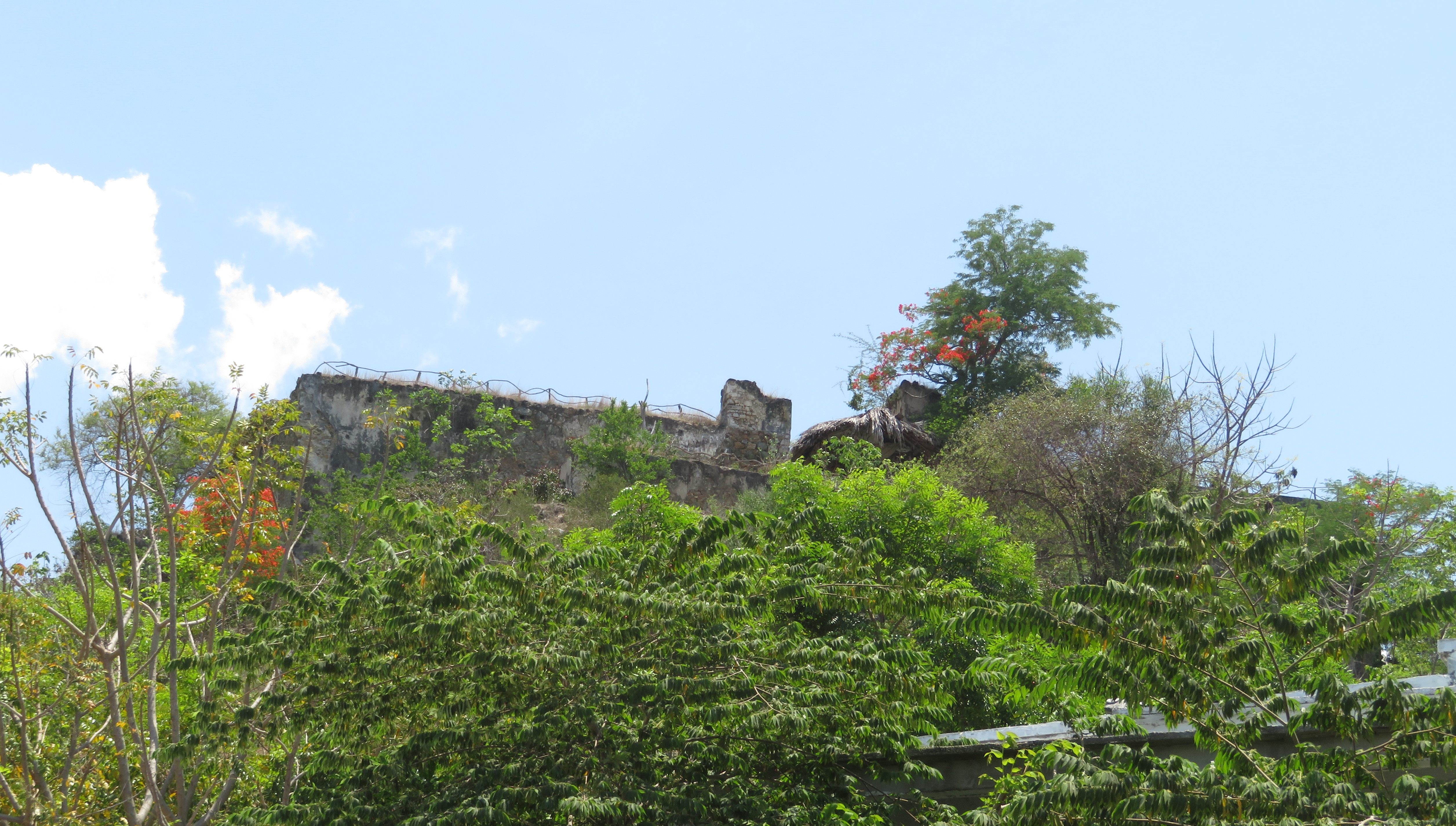
Festung in Vemasse 2016
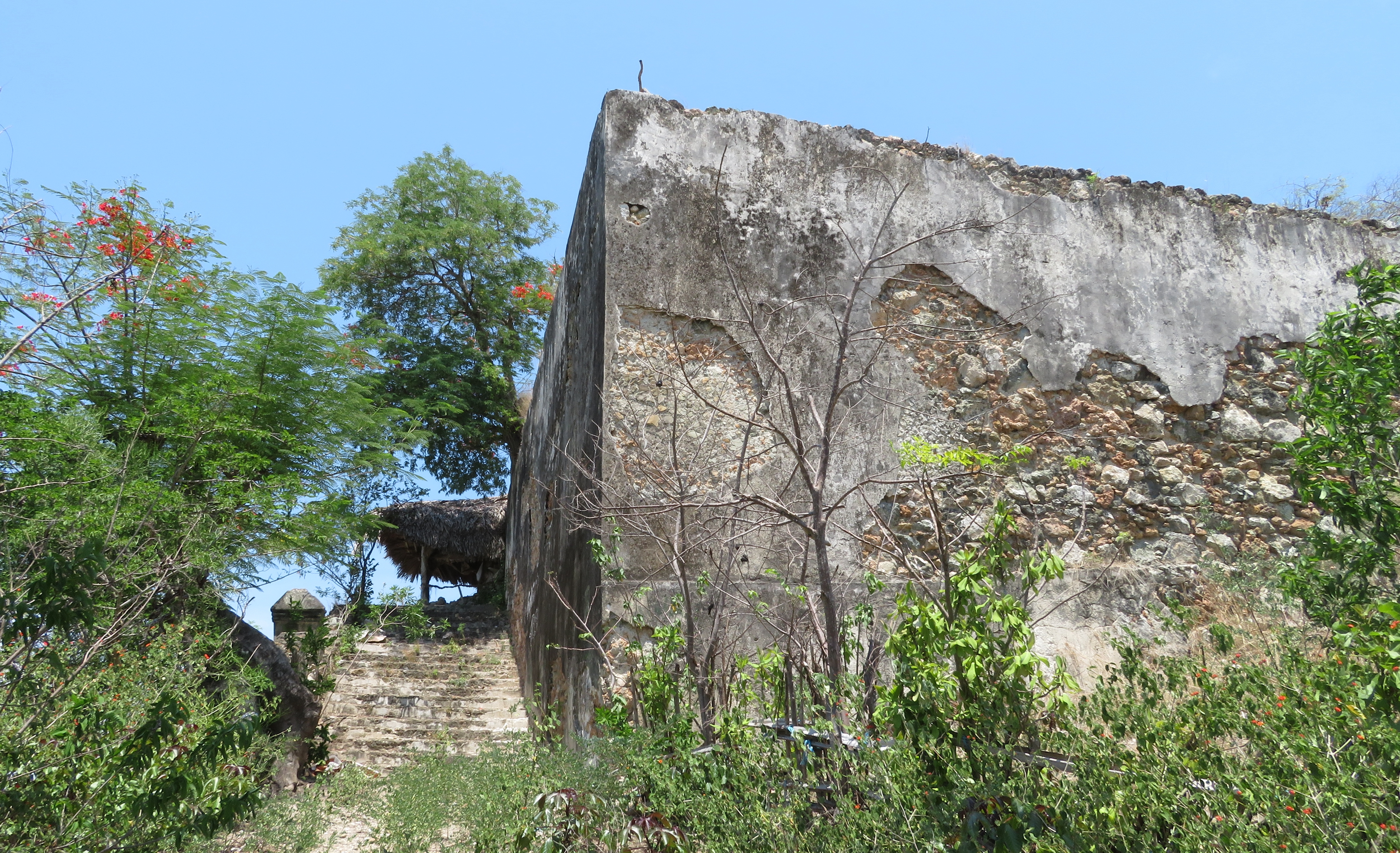
Nordtor der Festung 2016
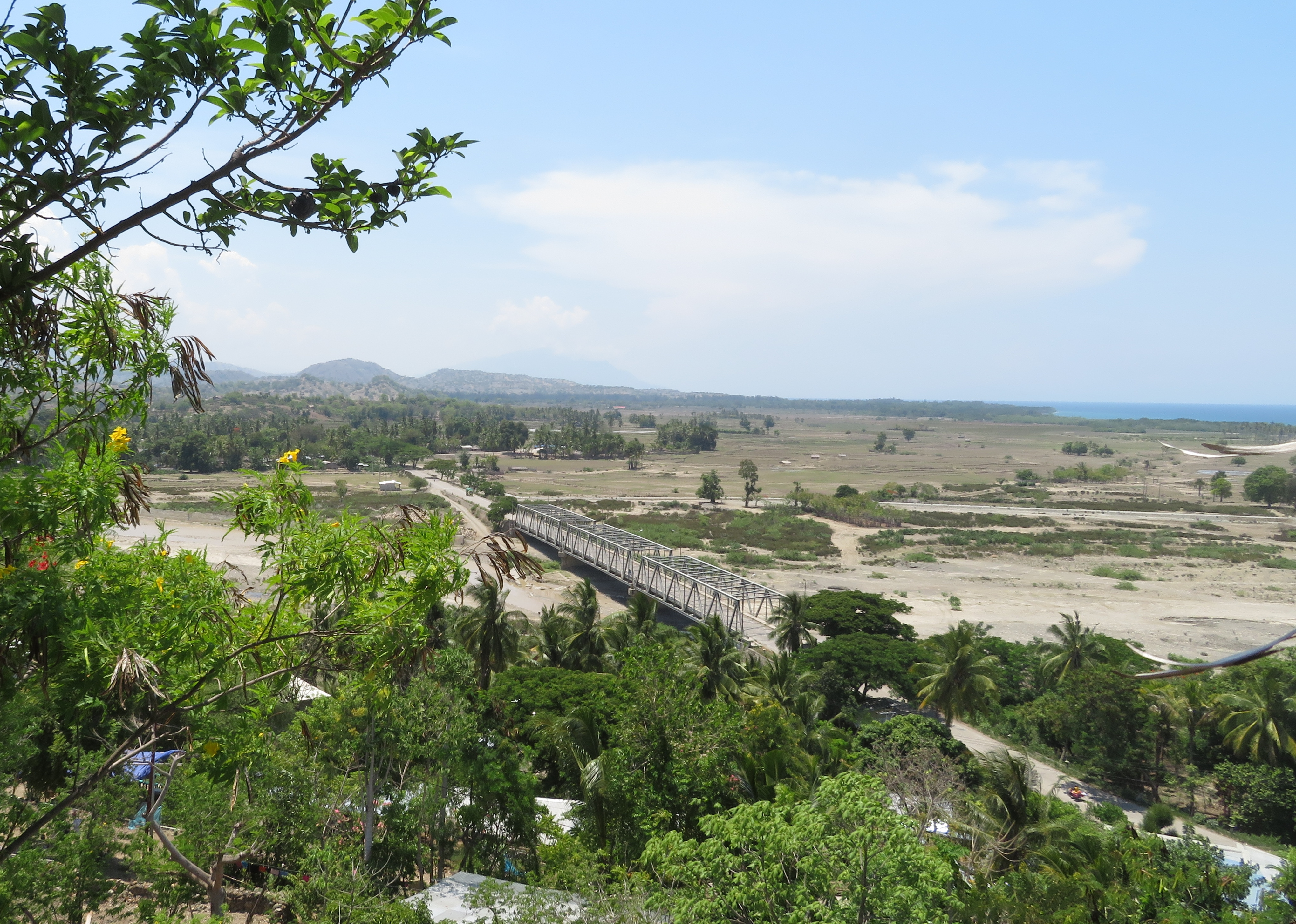
Blick von der Festung 2016

## Einrichtungen und Sehenswürdigkeiten

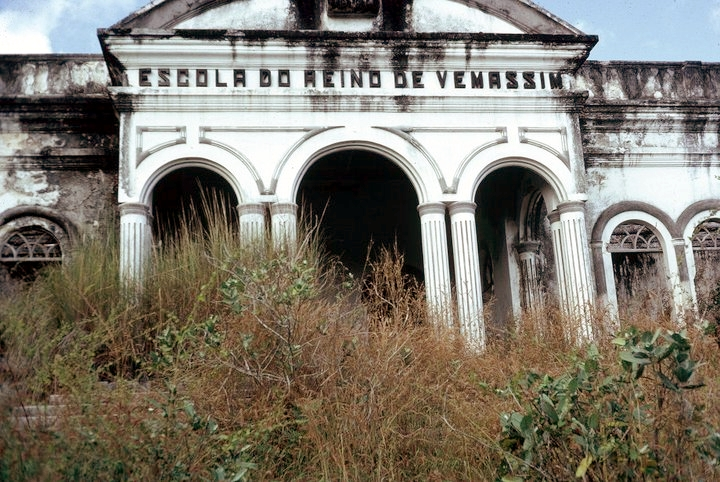
Die Escola do Reino de Vemassim aus den Jahren um 1930 (1970)

In Vemasse befinden sich ein kommunale Gesundheitszentrum (CHC), eine Zentralgrundschule (Escolas Basicas Centrais EPC) und eine weitere Grundschule sowie eine Sendeantenne der Telcomsel. Außerdem gibt es hier eine Polizeistation und einen Hubschrauberlandeplatz.
Vemasse wird von der Ruine einer, schon von weitem sichtbaren portugiesischen Festung überragt, von der aus der Ort und seine Umgebung gut einsehbar sind. Die Anlage mit ihren gut erhaltenen Umfassungsmauern verfügt über zwei Tore. Über das größere Tor an der dem Meer zugewandten Nordseite mit seiner 23-stufigen Freitreppe kann die Festung betreten werden. In ihrem Innern sind die Fundamente mehrerer Gebäude erhalten, wobei es sich in einigen Fällen um die Reste von Türmen handeln könnte. In der indonesischen Besatzungszeit hatte die lokale Verwaltung hier ihren Sitz.
In der Hauptstraße des Ortes wurde vor dem Sitz des Verwaltungsamtes eine Kanone aufgestellt, die sich möglicherweise vorher in der Festung befand. In der Nähe steht die katholische Pfarrkirche Nossa Senhora da Graça, die im Zweiten Weltkrieg zerstört und 1970 wieder aufgebaut wurde. Auch die Escola do Reino de Vemassim aus den Jahren um 1930 wurde im Krieg schwer beschädigt.